# Wayne Maxner
Wayne Maxner (né le 27 septembre 1942 à Halifax au Canada et mort le 27 juillet 2023) est un joueur de hockey sur glace et entraîneur de la Ligue nationale de hockey,.

## Carrière
Ailier gauche des Bruins de Boston de 1964 à 1966, il inscrit 17 points en 62 matchs.
Il a brièvement été l'entraîneur des Red Wings de Détroit dans la LNH, remportant 34 victoires en 129 matchs.
En 2007, il est entraîneur dans la British hockey league.
Wayne Maxner s'éteint le 27 juillet 2023 à l'âge de 80 ans.